# Parc national marin Karaburun-Sazan
Le parc national marin Karaburun-Sazan (albanais : Parku Kombëtar Detar "Karaburun-Carpe") est un parc national albanais. Créé en 2010, c'est le seul parc marin d'Albanie. Il s'étend sur 16 kilomètres de long, et couvre 12 428 ha de surface totale.

## Description
Le parc couvre une zone maritime allant jusqu'à 1 milles marins (1,852 km) le long des côtes de la péninsule de Karaburun et de l'île de Sazan, près de la baie de Vlora et de la baie de Grama. La péninsule de Karaburun elle-même est une réserve naturelle gérée, tandis que l'île de Sazan est une zone militaire en Albanie. Il abrite un vaste éventail de reliefs, notamment des montagnes, des grottes, des îles, des dépressions, des baies, des falaises, des canyons et des rochers littoraux, tous contribuant à une diversité biologique exceptionnellement considérable . Le paysage côtier est marqué par un relief accidenté et des falaises calcaires qui plongent verticalement dans la mer.
Le parc marin présente des ruines de navires grecs, romains et de la Seconde Guerre mondiale coulés, une riche faune sous-marine, des falaises abruptes et des grottes géantes, des inscriptions anciennes de marins à terre, des plages isolées et des vues panoramiques sur la mer Adriatique et la mer Ionienne.

## Climat
La caractéristique la plus notable de l'île de Sazan est son climat unique. Son climat n'est pas méditerranéen mais plutôt subtropical en raison de ses hivers chauds et de ses étés chauds, ressemblant à ceux du sud de la Crète, de la Tunisie et de l'Égypte.

## Faune et flore
Le parc marin se distingue par sa diversité d'habitats et sa richesse en flore et faune. Des centaines d'espèces de mammifères, d'oiseaux, de poissons et de reptiles ont été documentées, dont plusieurs sont en voie de disparition ou menacées. Près de 55 espèces de mammifères, 105 espèces d'oiseaux, 28 espèces de reptiles et 10 espèces d'amphibiens sont connus pour se reproduire dans la péninsule, tandis que l'île de Sazan est habitée par 15 espèces de mammifères, 39 espèces d'oiseaux, 8 espèces de reptiles, 1 espèce d'amphibien ainsi que 122 espèces d'invertébrés.
Les paysages variés du parc, avec une vie marine et terrestre considérable, exempte de toute trace de perturbation humaine, conservent un attrait particulier. Le parc abrite plus de 70 espèces de mammifères. Les plus communs sont le chacal doré, le chat sauvage, le chamois, le chevreuil, le sanglier, le blaireau et la loutre. Les plus petits mammifères comprennent l'écureuil roux, le loir noisette et le campagnol des pins. Il existe 8 espèces de chauves-souris se trouvant uniquement dans l'île de Sazan. Plusieurs d'entre elles, comme la pipistrelle de Kuhl et de Nathusius ,sont répandues et communes, tandis que d'autres, comme la chauve-souris à longues oreilles méditerranéenne, sont relativement rares et leur distribution est limitée.
La biodiversité de la faune océanique locale n'est pas assez connue. Les tortues de mer, les phoques et les dauphins sont considérés comme résidant dans la zone du parc. Trois principales espèces de tortues marines se trouvent le long des plages du parc comme la tortue de mer caouanne, la tortue verte et la tortue luth. Des dauphins comme le dauphin commun à bec court, le grand dauphin commun et le cachalot ont été signalés dans les eaux du parc. Exceptionnelle est la présence du phoque moine de Méditerranée, l'un des mammifères les plus menacés au monde, qui se réfugie principalement dans les grottes et les canyons inaccessibles du parc.
La zone marine se caractérise par une flore exceptionnellement riche et variée. Les côtes le long de Karaburun et de Sazan sont rocheuses avec d'importantes falaises calcaires, recouvertes de maquis méditerranéen avec une dominance de lentisque, de chêne kermès et de genévrier de Phénicie. Les côtes occidentales sont incisées par des grottes et des canyons et caractérisées par de hautes falaises verticales qui apparaissent sous l'eau à de grandes profondeurs. Les falaises sont principalement parsemées de fenouil de mer, de statice et de câprier. La macrofaune comprend les éponges, cnidarias, bryozoas, mollusques et bien d'autres.

## Tourisme
Le parc marin est situé à proximité de bases militaires, une autorisation peut donc être requise des autorités locales. L'embauche d'un plongeur local professionnel pour servir de guide est vivement recommandée. Les routes sont inaccessibles, et les seuls moyens d'atteindre les zones ci-dessus se font par la mer ou par le biais de randonnées à la journée.

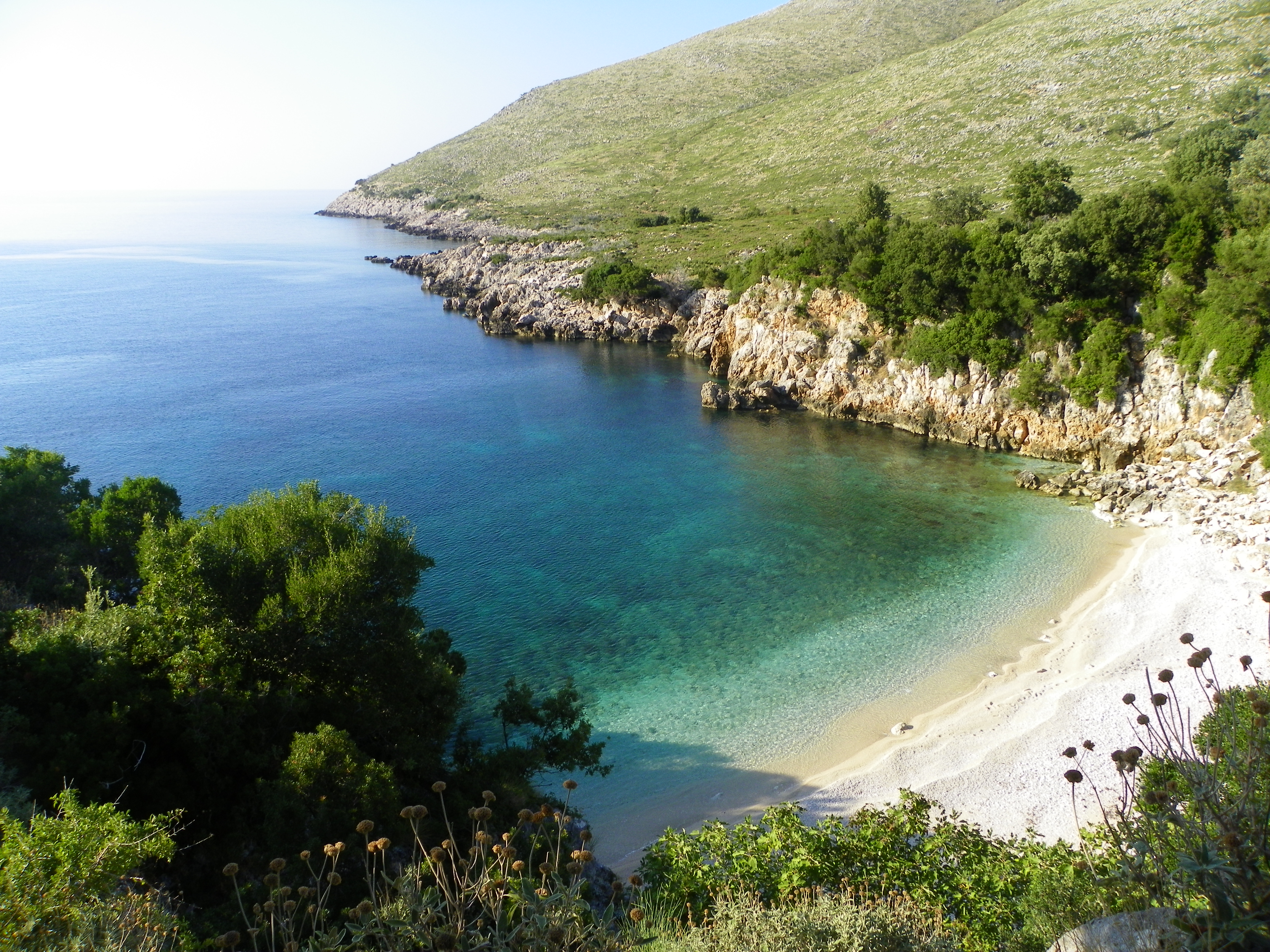
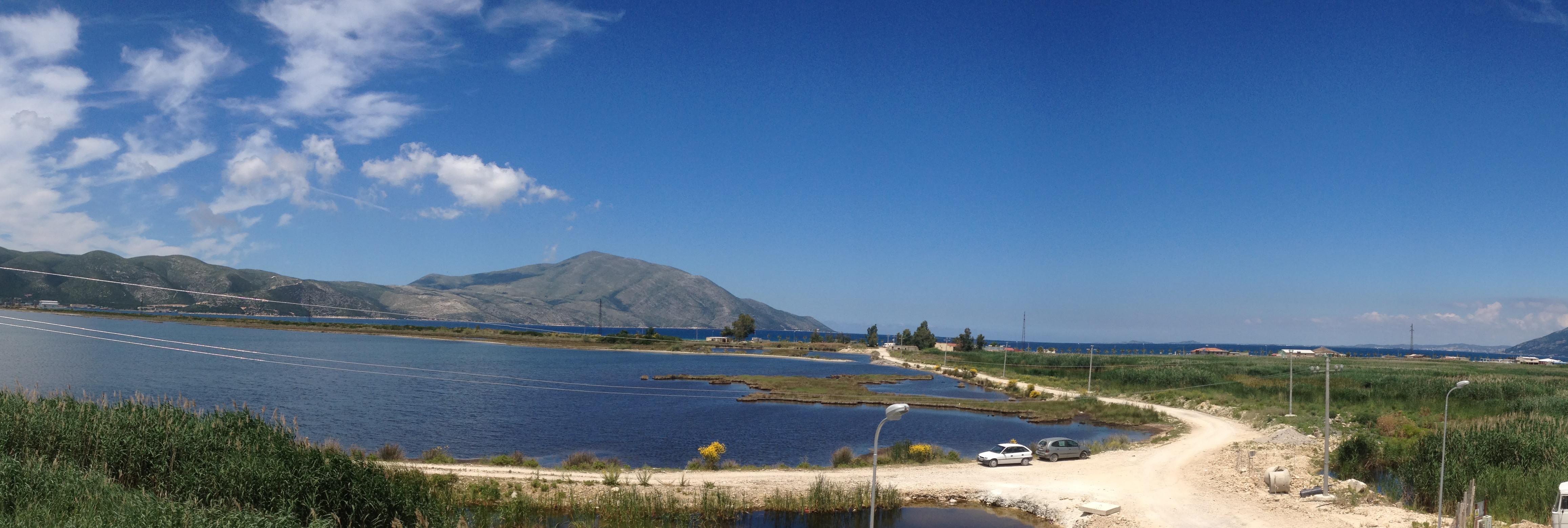
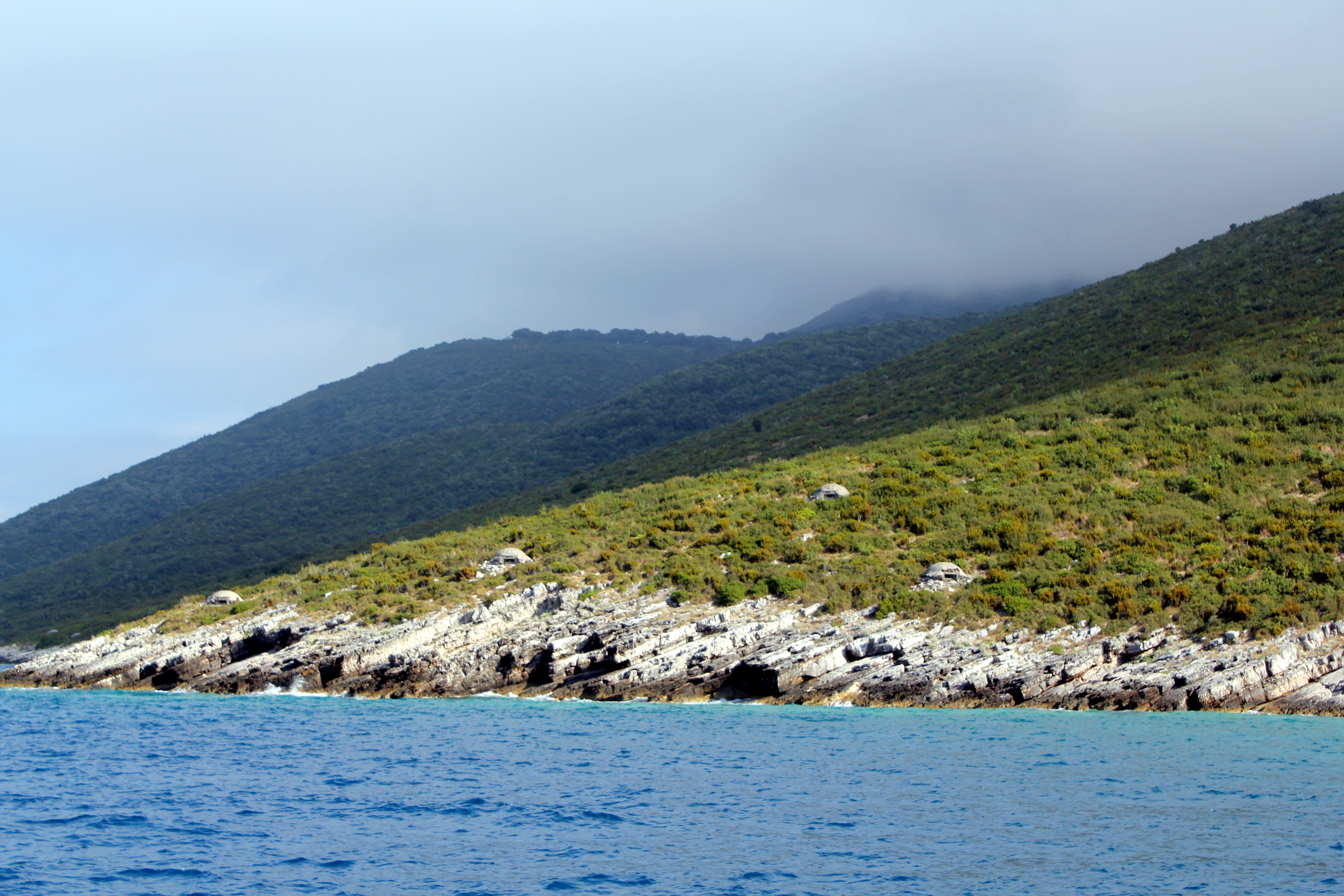
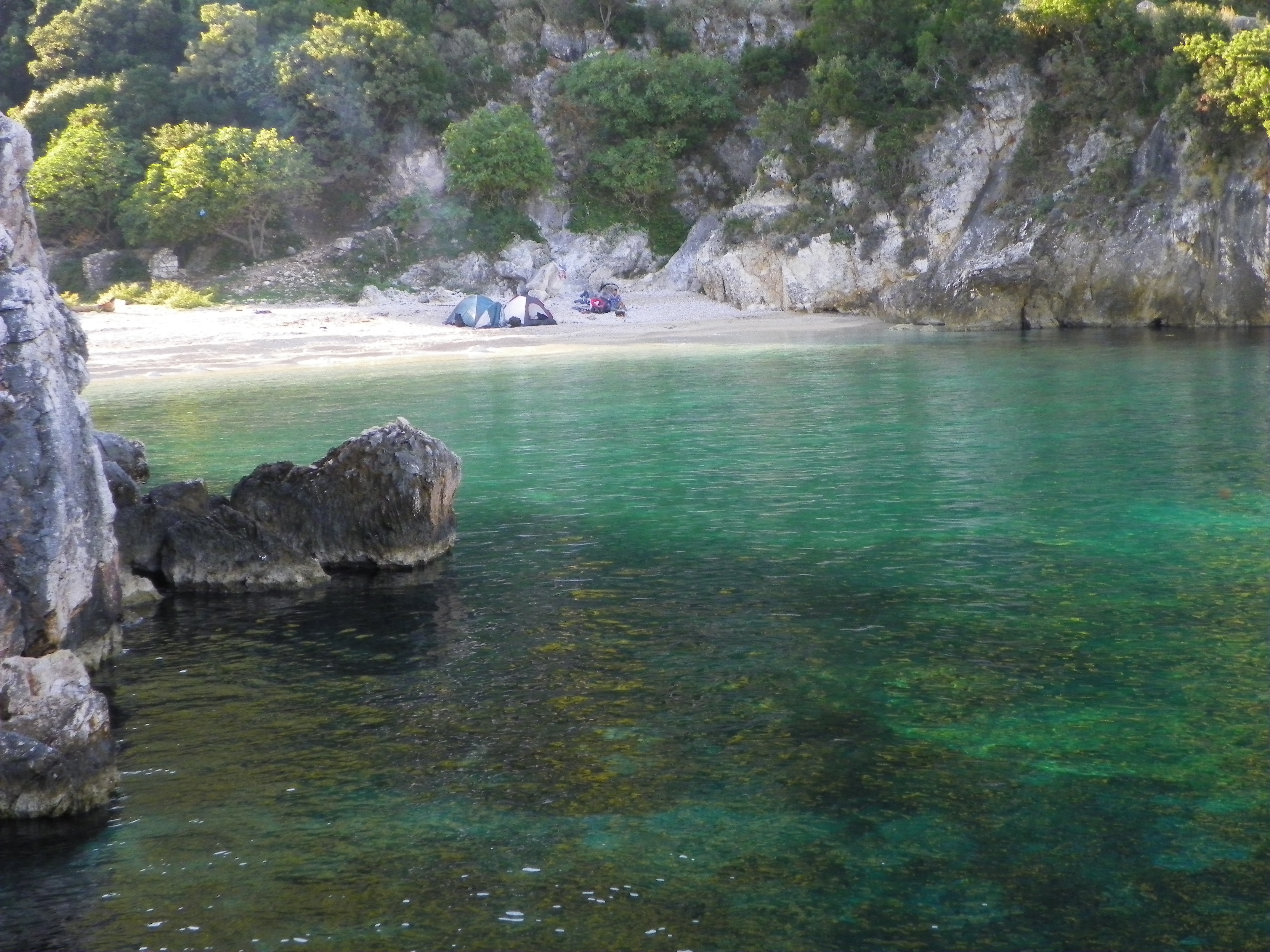